# Фрата (Тревизо)
Фрата је насеље у Италији у округу Тревизо, региону Венето.
Према процени из 2011. у насељу је живело 362 становника. Насеље се налази на надморској висини од 242 м.